# Vladimir Posavec Tušek
Vladimir Posavec Tušek (Beograd, 6. lipnja 1974.), hrvatsko-srpski je kazališni, televizijski i filmski glumac. Oženjen je za glumicu Jelenu Bosančić s kojim ima jedno dijete.

## Filmografija

### Televizijske uloge
- ""Kumovi" kao investitor Oliver (2024.)
- "Dar mar" kao Stipe Maher (2021.)
- "Drugo ime ljubavi" kao Karlo Krpan (2019. – 2020.)
- "Der Kroatien Krimi" kao Milo Tinček (2019.)
- "Na granici" kao Ivica Selak (2018.)
- "Zlatni dvori" kao Željko (2017.)
- "Crno-bijeli svijet" kao Mitar (2016.)
- "Kud puklo da puklo" kao Dario Žeravica (2015. – 2016.)
- "Ruža vjetrova" kao Žutelija (2013.)
- "Stižu dolari" kao Mihajlović (2004. – 2006.)
- "Jelena" kao Andrija Vasović (2004. – 2005.)

### Filmske uloge
- "Djeca sa CNN-a" kao tjelohranitelj (2022.)
- "Život poslije" (2010.)
- "The Show Must Go On" kao arhitekt (2010.)
- "Ljudski Zoo" kao Dario (2009.)
- "Pljačka trećeg rajha" (2004.)
- "TV teatar" kao kum (1998.)

## Vanjske poveznice
- Vladimir Posavec Tušek u internetskoj bazi filmova IMDb-u (engl.)